# Vladimír Smékal
Vladimír Smékal (* 15. února 1935 v Novém Jičíně) je český psycholog, který působí jako emeritní profesor Masarykovy univerzity. Vystudoval psychologii a filozofii na Filozofické fakultě Masarykovy Univerzity v Brně a během své kariéry vystřídal řadu pozic a zaměstnání. Zabýval se zejména psychologií osobnosti, metodologií psychologie, psychologií náboženství a psychodiagnostikou. Kromě výzkumné činnosti a pedagogického působení na vysokých školách vede přednášky pro manažery a pracovníky pomáhajících profesí a v současné době se zaměřuje zejména na aspekty občanské zralosti a výchovy k ní.

## Zaměstnání a profesní působení
Ještě před ukončením dvouoborového studia psychologie a filozofie nastoupil Vladimír Smékal jako psycholog do Záchytného dětského domova v Pardubicích, kde působil jeden rok. Po získání diplomu v roce 1958 začal učit na Filozofické fakultě Masarykovy univerzity, kde jako pedagog působí dodnes. V letech 1966–1968 byl vedoucím Střediska pro psychodiagnostické pomôcky při VÚDPaP (Výskumný ústav detskej psychológie a patopsychológie) v Bratislavě a v letech 1968–1970 vedoucím vědeckovýzkumného oddělení n.p. Psychodiagnostica. Mezi roky 1990–1997 byl vedoucím Psychologického ústavu Filosofické fakulty Masarykovy university v Brně. Po roce 1997 přešel na nově vznikající Fakultu sociálních studií, kde několik let působil jako proděkan pro vědu a převzal také vedení Laboratoře pro výzkum dětí a mládeže při Fakultě sociálních studií, ve kterém setrval do roku 2000, kdy založil Výzkumné centrum vývoje osobnosti a etnicity a stal se jeho ředitelem.
V současnosti je zaměstnancem Centra občanského vzdělávání v Brně. V roce 2010 se stal emeritním profesorem na Fakultě sociálních studií Masarykovy univerzity, externě vyučuje také na Fakultě humanitních studií Univerzity Karlovy v Praze a na Teologické fakultě Univerzity Palackého v Olomouci. Kromě pedagogické dráhy se dříve přímo zabýval výchovou dětí a mládeže a úzce spolupracoval například s Prázdninovou školou Lipnice. Zapojen je rovněž do aktivit Moravskoslezské křesťanské akademie.
Za svou činnost získal několik ocenění, například Cenu města Brna za výchovu a vzdělávání v roce 2011.
V dubnu 2015 mu brněnský biskup Vojtěch Cikrle předal pamětní medaili sv. Cyrila a Metoděje. Ocenil přitom jeho rozsáhlou přednáškovou a publikační činnost i obětavou službu v církvi.

## Výběr z díla
- Smékal, Vladimír. Význam duchovní dimenze rodinného života. ČR : Neuvedeno, 2006. Poutník, roč. XIII, č. 1, s. 15-17. ISBN E 16140.
- Smékal, Vladimír. Víš, jak žít? Osm úvah nad básní R. Kiplinga "Když ..." o vedení dobrého života. 1. vydání. Brno : Cesta, 2006. Edice neuvedena. ISBN 80-7295-089-4.
- Smékal, Vladimír. Pozvání do psychologie osobnosti. Člověk v zrcadle vědomí a jednání. 2., opravené vydání. Brno : Barrister & Principal, 2004. 523 s. Studium. ISBN 80-86598-65-9.
- Smékal, Vladimír. Rizikové a protektivní faktory v utváření osobnosti dětí různých etnik. Brno : Barrister&Principal, 2003. 8 s. edice psychologie. ISBN 80-85947-82-X.
- Smékal, Vladimír. Spiritualita a psychoterapie. Psychologie dnes, Praha : Portál, 7s. 26-27. ISSN 1211-5886. 2001.
- Smékal, Vladimír. Kvalitativní metodologie jako východisko z krize věd o člověku. Brno : Elysium, 2000.
- Smékal, Vladimír – Kotková, Lucie. Duchovní dimenze osobnosti a morální jednání adolescentů. In Sociální procesy a osobnost. Brno : Masarykova Univerzita, 1999. s. 137-140. ISBN 80-210-2228-0.
- Smékal, Vladimír – Vážanský, Mojmír. Základy pedagogiky volného času. Brno : Paido, 1995.
- Psychologie duchovního života, Cesta (nakladatelství), Brno, 2017, ISBN 978-80-7295-221-2